# Cormoran de Socotra
Phalacrocorax nigrogularis
Espèce
Statut de conservation UICN

 VU A2bce+3ce+4bce;B2ab(i,ii,iii,iv,v) : Vulnérable
Le Cormoran de Socotra (Phalacrocorax nigrogularis) est une espèce d'oiseau de mer endémique du Golfe Persique et de la côte sud-est de la péninsule Arabique. Certains individus migrent occasionnellement vers l'ouest jusque sur les côtes de la Mer Rouge mais le premier individu décrit l'a été sur l'île de Socotra.